# GCB (Fernsehserie)
GCB (Arbeitstitel: Good Christian Bitches und später Good Christian Belles) ist eine US-amerikanische Dramedy-Fernsehserie von Robert Harling, die von ABC Studios in Zusammenarbeit mit Darren Star Productions und Kapital Entertainment für den US-Sender ABC produziert wurde. Die Serie basiert auf der Buchreihe Good Christian Bitches von Kim Gatlin.
Aufgrund der nicht überzeugenden Einschaltquoten gab der Sender am 11. Mai 2012 die Absetzung der Serie bekannt.

## Handlung
Amanda Vaughn kehrt in ihre Heimatstadt Dallas zurück, da ihr Ehemann unter skandalösen Umständen verstarb. Widerwillig bittet sie ihre Mutter Gigi um Hilfe. Gigi wünscht sich nichts mehr, als ihre Tochter wieder bei sich zu haben und ihren zwei Teenager-Kindern eine gute Erziehung zu bieten. Doch Amanda will in Dallas einen Neuanfang starten und will nichts mehr von ihrem gemeinen Image von vor 20 Jahren zu tun haben. Schnell muss sie feststellen, dass es nicht einfach ist, ihrer Vergangenheit zu entfliehen. Vor allem Carlene Cockburn ist von Amandas Rückkehr nicht begeistert, da sie von dieser in der Schule fies gequält wurde. Erst durch Unterstützungen hat es Carlene vom hässlichen Entlein zu einer Südstaatenschönheit geschafft. Ihr fällt es nicht leicht, den Groll gegen Amanda zu begraben, auch wenn es die Bibel vorgibt.
Zu Carlene besten Freundinnen zählen Cricket Caruth-Reilly, Sharon Peacham und Heather Cruz. Im Mittelpunkt stehen die Hausfrauen, deren Leben sich um Kirche, Sex, Klatsch und Tratsch dreht.

## Figuren
Amanda VaughnSie kehrt nach 20 Jahren als Witwe mit zwei Kindern von Los Angeles in ihre Heimatstadt, einem reichen Vorort von Dallas, zurück. Sie ist nicht gerade stolz auf ihre Vergangenheit. Ihr Ehemann ist unter skandalösen Umständen verstorben.
Carlene CockburnSie wurde in der Schule von Amanda gequält. Außerdem war sie ein hässliches Entlein und schaffte es erst mit „Unterstützungen“ zu einer Südstaatenschönheit. Sie führt mit ihrem hinreißenden Ehemann Ripp ein verschwenderisches Leben.
Sharon PeachamSie war eine ehemalige Schönheitskönigin, die sich im Lauf der Zeit verändert hat. Sie hat bei den Miss-Teen-Schönheitswahlen Amanda die Chance auf die Krone genommen, indem sie ein Gerücht in die Welt setzte.
Heather CruzSie war in der Highschool eine Außenseiterin und gehört nun in den Kreis der High Society von Dallas.
Cricket Caruth-ReillySie hat Amanda einst den Freund ausgespannt. Cricket ist eine knallharte, erfolgreiche Geschäftsfrau mit einer anscheinend perfekten Ehe.
Ripp CockburnEr ist der Ehemann von Carlene: Er ist ein einschüchternder Ölbaron, der sehr christlich ist. Ripp hat ein Interesse an Amanda, als sie nach Dallas zurückkehrt, da er denkt, dass sie etwas zu verbergen hat.
Blake ReillyEr ist der stilvolle und umwerfend gut aussehende (aber schwule) Ehemann von Cricket. Er arbeitet in Crickets Firma und liebt es, auf der Ranch zu leben. Er ist mit Amanda befreundet, wovon Cricket nicht begeistert ist.
Zack PeachamEr ist der Ehemann von Sharon. Als die beiden geheiratet haben, waren sie das goldene Paar von Hillside Park. Doch diese Zeiten sind lange vorbei. Er verknallt sich in Amanda.
Gigi StopperGigi ist die perfekte Vorzeige-Dame und die Mutter von Amanda. Gigi liebt ihre Familie, Cocktails und ihre Kirche. Sie ist begeistert, dass Amanda und ihre Enkelkinder wieder unter ihrem Dach wohnen und unter ihren Regeln erzogen werden. Ihre Enkelkinder dürfen sie nicht Oma nennen, sondern Gigi.

## Produktion
Im September 2010 wurde bekannt, dass ABC die Rechte an der Buchreihe bekam. Im Februar 2011 wurde eine Präsentationsorder bestellt. Jennifer Aspen bekam im Februar 2011 als erste eine Hauptrolle in dem Serienpiloten. Am 1. März 2011 wurde die weibliche Hauptrolle Amanda Vaughn an Leslie Bibb vergeben. Im März 2011 stießen noch Miriam Shor und Marisol Nichols zum Piloten. Am 14. März 2011 wurde die Rolle der Carlene Cockburn an Kristin Chenoweth vergeben. David James Elliott wurde am 16. März 2011 als Carlene Cockburns Ehemann Ripp gecastet.
Am 13. Mai 2011 wurde der Pilot offiziell als Serie bestellt, die dann im Frühjahr 2012 starten soll. Außerdem wurden zehn Folgen für die erste Staffel geordert.
Mitte September 2011 wurde Eric Winter für einen Handlungsbogen als Luke, der Bruder von Carlene Cockburn, verpflichtet. Außerdem bekamen Sheryl Crow und Sandra Bernhard Gastrollen.

## Serientitel
ABC wollte der Serie ursprünglich den gleichen Titel geben, wie die Buchreihe heißt: Good Christian Bitches. Jedoch waren einige Christen und christliche Organisationen nicht begeistert von dem Titel, da sie befürchteten, dass sich dieser erniedrigend auf das Christentum auswirke. Auch waren einige der Fürsprecher für Frauen dagegen, da das Wort „Bitch“ problematisch wäre. Deshalb beschloss ABC, die Serie in Good Christian Belles umzubenennen. Zum Schluss wurde der Titel noch einmal umbenannt und zwar in GCB.

## Besetzung

### Hauptdarsteller
| Rolle                 | Schauspieler        | Hauptrolle (Episoden) |
| --------------------- | ------------------- | --------------------- |
| Amanda Vaughn         | Leslie Bibb         | 1.01–1.10             |
| Carlene Cockburn      | Kristin Chenoweth   | 1.01–1.10             |
| Sharon Peacham        | Jennifer Aspen      | 1.01–1.10             |
| Heather Cruz          | Marisol Nichols     | 1.01–1.10             |
| Cricket Caruth-Reilly | Miriam Shor         | 1.01–1.10             |
| Ripp Cockburn         | David James Elliott | 1.01–1.10             |
| Blake Reilly          | Mark Deklin         | 1.01–1.10             |
| Zack Peacham          | Brad Beyer          | 1.01–1.10             |
| Gigi Stopper          | Annie Potts         | 1.01–1.10             |

### Nebendarsteller
- Tyler Jacob Moore als Pastor John Tudor
- Eric Winter als Luke Lourd
- Bruce Boxleitner als Burl Lourd
- Lauran Irion als Laura Vaughn
- Colton Shires als Will Vaughn
- Alix Elizabeth Gitter als Alexandra Caruth-Reilly
- Mackinlee Waddell als Mckinney Peacham
- Hartley Sawyer als Bozeman Peacham
- Jack DePew als Landry Cockburn

### Gastrollen
- Tom Everett Scott als Andrew Remington
- Donna Mills als Bitsy Lourd
- Kevin Alejandro als Danny
- Grant Bowler als Mason Massey
- Greg Vaughn als Bill Vaughn
- Denton Blane Everett als Booth Becker
- Sandra Bernhard als Debbie Horowitz
- Sheryl Crow als Sheryl Crow

## Ausstrahlung
Die Serie startete in den Vereinigten Staaten am 4. März 2012 im Anschluss an Desperate Housewives bei ABC. Das Staffelfinale wurde am 6. Mai 2012 gezeigt.

### Episodenliste
| Nr. | Deutscher Titel | Originaltitel              | Erstausstrahlung USA | Deutschsprachige Erstausstrahlung (—) | Regie                          | Drehbuch                          | Zuschauer (USA) |
| --- | --------------- | -------------------------- | -------------------- | ------------------------------------- | ------------------------------ | --------------------------------- | --------------- |
| 1   | —               | Pilot                      | 4. März 2012         | —                                     | Alan Poul                      | Robert Harling                    | 7,56 Mio.       |
| 2   | —               | Hell Hath No Fury          | 11. März 2012        | —                                     | Victor Nelli, Jr.              | Robert Harling                    | 7,12 Mio.       |
| 3   | —               | Love Is Patient            | 18. März 2012        | —                                     | Larry Shaw & Victor Nelli, Jr. | Gretchen J. Berg & Aaron Harberts | 6,07 Mio.       |
| 4   | —               | A Wolf In Sheep’s Clothing | 25. März 2012        | —                                     | Bethany Rooney                 | Henry Alonso Myers                | 6,33 Mio.       |
| 5   | —               | Forbidden Fruit            | 1. Apr. 2012         | —                                     | Randy Zisk                     | Laurie McCarthy                   | 5,63 Mio.       |
| 6   | —               | Turn the Other Cheek       | 8. Apr. 2012         | —                                     | James Hayman                   | Veronica Becker & Sarah Kucserka  | 5,25 Mio.       |
| 7   | —               | Sex is Divine              | 8. Apr. 2012         | —                                     | John Scott                     | Jordon Nardino                    | 5,22 Mio.       |
| 8   | —               | Pride Comes Before a Fall  | 15. Apr. 2012        | —                                     | Matt Shakman                   | Robert Sudduth                    | 4,43 Mio.       |
| 9   | —               | Adam & Eve’s Rib           | 29. Apr. 2012        | —                                     | Victor Nelli, Jr.              | Henry Alonso Myers                | 5,52 Mio.       |
| 10  | —               | Revelation                 | 6. Mai 2012          | —                                     | Paul Holahan                   | Robert Harling                    | 5,56 Mio.       |

## Rezeption
Auf der Seite Metacritic.com wurde aus 22 sehr gemischten Zeitungskritiken ein Metascore von 55/100 ermittelt.